# Verli
Hubert Verlinden, dit Verli, né le 17 avril 1940 à Anvers en Belgique, est un auteur de bande dessinée belge néerlandophone, publié à plusieurs reprises dans les journaux Spirou, Pilote et Tintin.

## Biographie
Hubertus Verlinden (Verli, parfois appelé à tort Henri Verlinden) naît le 17 avril 1940 à Anvers. Il travaille au bureau de dessin des éditions Dupuis avec Louis Salvérius, Raoul Cauvin et Jamic pour Spirou, Bonnes Soirées, Moustique de 1962 à 1968. Il réalise quelques mini-récits et illustrations diverses. Sa série de gags en 1 planche Loesje Lef est publiée exclusivement dans l'édition flamande de Spirou Robbedoes en 1966 et 1967. Verlinden passe chez Pilote en 1968, où son travail le plus remarquable est la série Émile qui compte deux histoires Le Phylactère apprivoisé, un récit de 28 planches en 1969 et Couleurs en contrebande, un récit de 30 planches en 1970, une série qui se déroule dans les coulisses du monde de la bande dessinée, traitant entre autres des origines des phylactères. C'est Achille Talon de Michel Greg qui mène le jeune Émile à travers le monde de la bande dessinée. En 1972, il réalise les dessins d'une bande dessinée satirique scénarisée par Honoré Delbouille — un pseudonyme d'Yvan Delporte — Le Secret énigmatique du mystère du chicon traitant des antagonismes flamands-wallons, un thème qu'Yvan Delporte traitera de manière plus générale dans Schtroumpf vert et vert Schtroumpf en 1973 et dont le titre qui contient un belgicisme (le chicon étant une endive) est parfaitement incompréhensible pour le public français et ne paraît que dans l'édition belge de Tintin en 1972 à raison de deux planches par semaine et à chaque fois sous un titre différent mais contenant toujours le mot chicon pour former un long récit qui ne connaît pas de publication en album. Il signe encore la même année Koning Yaroslav dans le magazine de bandes dessinées hollandais Pep. Verli poursuit sa collaboration pour Pilote jusqu'en décembre 1973 où il réalise de courts récits de 1 à 8 planches traitants de sujets d'actualité, de la bande dessinée et de sa belgitude qu'il signe indifféremment Verli ou Verlinden,. On retrouve une dernière fois sa signature dans le Spirou no 2995 du 6 septembre 1995 pour la republication du court récit L'Homme du scénario sur un texte d'Yvan Delporte ou de Charles Jadoul dans la rubrique Nostalgia et dans lequel Yvan Delporte nous dresse son portrait « [...] un type maigre à faire peur, au visage en lame de couteau, à l'accent rugueux de la Flandre, à l'humour narquois et détaché ».
L'exposition permanente L'Art de la BD du Centre belge de la bande dessinée présente des planches de Verli qui sont issues de la collection du musée en 2024.
Verli demeure à Duffel dans la province d'Anvers.

## Œuvre

### Albums de bande dessinée
L'Homme aux phylactères
- Intégrale tome 1 : 1965-1980, Le Coffre à BD, Tournefeuille, août 2008
Scénario : Serge Gennaux - Dessin : Serge Gennaux et Verli - Couleurs : quadrichromie -  (ISBN 2-350-07087-5)Contient le récit en 4 planches Le Petit Joueur d'orgue partiellement dessiné par Verli.

### Journaux

#### Spirou
| Numéro  | Titre                                              | Type                      | coauteur       | Date              |
| ------- | -------------------------------------------------- | ------------------------- | -------------- | ----------------- |
| no 1274 | Ploutch l'explorateur                              | Mini-Récit no 130         |                | 13 septembre 1962 |
| no 1319 | Enquête à la RTB - Réveil musculaire en 13 minutes | Rédactionnel              |                | 25 juillet 1963   |
| no 1356 | Toupie or not Toupie                               | Rédactionnel              |                | 9 avril 1964      |
| no 1392 | L'Ange et le gardien                               | court récit de 5 planches |                | 17 décembre 1964  |
| no 1404 | À Ypres, il pleut des chats !                      | Rédactionnel              |                | 11 mars 1965      |
| no 1435 | Télégraphe                                         | Rédactionnel              | Yvan Delporte  | 14 octobre 1965   |
| no 1444 | L'Homme aux phylactères - Le Petit Joueur d'orgue  | court récit de 4 planches | Serge Gennaux  | 11 mars 1965      |
| no 1461 | Télégraphe                                         | Rédactionnel              | Yvan Delporte  | 14 avril 1966     |
| no 1522 | Trois Mousquetaires                                | court récit de 6 planches |                | 15 juin 1967      |
| no 1524 | L'Homme du scénario                                | court récit de 4 planches | Yvan Delporte  | 29 juin 1967      |
| no 1576 | Le Pastiche est servi                              | court récit de 5 planches | Lucy           | 27 juin 1968      |
| no 1602 | Le Petit Faiseur de bulles                         | court récit de 6 planches | Charles Jadoul | 26 décembre 1968  |

#### Robbedoes
| Numéro  | Date              | Titre                                      |
| ------- | ----------------- | ------------------------------------------ |
| no 1490 | 3 novembre 1966   | We geven ons over! Genade,                 |
| no 1491 | 10 novembre 1966  | Wat een engeltje ! Ze glimlacht            |
| no 1492 | 17 novembre 1966  | Één steek recht ! Twee averecht !          |
| no 1494 | 1 décembre 1966   | Dood aan de smerissen ! Opgepast,          |
| no 1495 | 8 décembre 1966   | Deze week in bios - Catman                 |
| no 1497 | 22 décembre 1966  | Wat gek, hè ? Die vogels                   |
| no 1498 | 29 décembre 1966  | He, Hendrik ! Heb jij het                  |
| no 1499 | 5 janvier 1967    | Goed, hé ?.. Jaaa... Ongelofelijk ! Vind   |
| no 1508 | 9 mars 1967       | Loesje mag naar haar eerste                |
| no 1509 | 16 mars 1967      | Ga nu eerst gesponnen suiker               |
| no 1511 | 30 mars 1967      | Mijn vader is politieagent. Hij            |
| no 1522 | 15 juin 1967      | Omdat je vandaag zo flink                  |
| no 1537 | 28 septembre 1967 | Goed gewerkt ! Uitstekend ! Mooi ! Bravo ! |
|         | 1967              | Tante Carolien ! U raadt nooit             |

#### Tintinédition belge
Le Secret énigmatique du mystère du chicon traitant des antagonismes Flamands-Wallons, Scénario : Yvan Delporte, ne paraît que dans l'édition belge de Tintin en 1972 à raison de deux planches par semaine et à chaque fois sous un titre différent.

#### Pilote
- Série Émile
  - Le Phylactère apprivoisé du no 501 au 515 en 1969
  - Couleurs en contrebande du no 534 au 544 en 1970
- Récits sur la bande dessinée
  - Hop ! À la poubelle !, 2 planches no 541 en 1970
  - Le Destin d'une tâche, 6 planches no 555 en 1970
  - L'Image qui rétrécit, 2 planches no 562 en 1970
  - L'Image carnivore, 7 planches no 566 en 1970
  - Cours de bandes dessinées, 4 planches no 568 en 1970
  - Cours de bandes dessinées, 3 planches no 575 en 1970 sur l'unique scénario de Delporte pour Pilote

#### Études
- Danny De Laet et Yves Varende, Au-delà du septième art : histoire de la bande dessinée belge, Bruxelles, Ministère des affaires étrangères, du commerce extérieur et de la coopération au développement, coll. « Chroniques belges » (no 322), 1979, 302 p., ill. ; 22 cm (OCLC 301693218, lire en ligne).
- Alexandra Rolland, Journal et Bande dessinée ou l’histoire d’une fusion entre support et média (1970/1990) - Thèse de doctorat en histoire de l'art contemporain, sous la direction de Philippe Dagen, Université de Paris I - Panthéon Sorbonne, 2009, 545 p. (présentation en ligne), p. 80.

#### Livres
- Jean Van Hamme, Introduction à la bande dessinée belge, Bruxelles, Bibliothèque royale de Belgique, 1968, 80 p., ill. ; 26 cm (lire en ligne), p. 49[catalogue] publié à l'occasion de l'exposition La bande dessinée en Belgique, Bibliothèque Albert Ier, [Bruxelles], du 29 juin au 25 août 1968.
- Jean-Louis Lechat, Un demi-siècle d’aventures t. 2 : 1970 - 1996, Bruxelles, Le Lombard, 5 décembre 1996, 224 p., ill. ; 31 cm (ISBN 280361233X, OCLC 37995939, BNF 37539082, présentation en ligne), p. 20. .

#### Périodiques
- Yvan Delporte, « Nostalgia : L'Homme du scénario », Spirou, no 2995,‎ 6 septembre 1995 (lire en ligne, consulté le 21 octobre 2022).